# Liste der Monuments historiques in Esbarres
Die Liste der Monuments historiques in Esbarres führt die Monuments historiques in der französischen Gemeinde Esbarres auf.

## Liste der Immobilien
| Bezeichnung                  | Beschreibung            | Standort                 | Kennzeichnung | Schutzstatus | Datum | Bild           |
| ---------------------------- | ----------------------- | ------------------------ | ------------- | ------------ | ----- | -------------- |
| Kirche Nativité-de-la-Vierge | Portal, 13. Jahrhundert | Place de l’Eglise (Lage) | PA00112445    | Inscrit      | 1925  | weitere Bilder |

## Liste der Objekte
| Bezeichnung                                          | Beschreibung                               | Standort                                         | Kennzeichnung | Schutzstatus | Datum | Bild |
| ---------------------------------------------------- | ------------------------------------------ | ------------------------------------------------ | ------------- | ------------ | ----- | ---- |
| Pietà                                                | Kalkstein, 16. Jahrhundert                 | in der Kirche Nativité-de-la-Vierge (Lage)       | PM21001051    | Classé       | 1912  |      |
| Zwölf-Apostel-Retabel                                | Holz, vergoldet, um 1500                   | in der Kirche Nativité-de-la-Vierge (Lage)       | PM21001052    | Classé       | 1912  |      |
| Skulptur Madonna mit Kind                            | Kalkstein, 15. Jahrhundert                 | außen an der Kirche Nativité-de-la-Vierge (Lage) | PM21001053    | Classé       | 1962  |      |
| Skulptur Heiliger Benignus                           | Holz, farbig gefasst, 16. Jahrhundert      | in der Kirche Nativité-de-la-Vierge (Lage)       | PM21001054    | Classé       | 1962  |      |
| Skulptur Heilige Genoveva                            | Kalkstein, farbig gefasst, 16. Jahrhundert | in der Kirche Nativité-de-la-Vierge (Lage)       | PM21001055    | Classé       | 1962  |      |
| Skulptur Heilige Katharina                           | Kalkstein, farbig gefasst, 16. Jahrhundert | in der Kirche Nativité-de-la-Vierge (Lage)       | PM21001056    | Classé       | 1962  |      |
| Grabstein für Gérard Jacquot                         | Kalkstein, bezeichnet 1638                 | in der Kirche Nativité-de-la-Vierge (Lage)       | PM21001057    | Classé       | 1964  |      |
| Grabstein für Bénigne Berbis und seinen Sohn Bénigne | Kalkstein, bezeichnet 1721 und 1775        | in der Kirche Nativité-de-la-Vierge (Lage)       | PM21001058    | Classé       | 1964  |      |